# 克利納
克利納（羅馬化：Klina），是科索沃佩奇区克利纳市镇的城镇及行政中心。位於科索沃西北部地區。2011年人口普查时城镇人口数量为5,542人，而整个市镇的人口数量则为38,496人。

## 外部連結
- 克利纳市镇官方网站 （页面存档备份，存于）